# Каратал (Коксуський район)
Карата́л (каз. Қаратал) — село у складі Коксуського району Жетисуської області Казахстану. Входить до складу Єнбекшинського сільського округу.
Населення — 510 осіб (2021; 437 у 2009, 443 у 1999, 458 у 1989).